# 约翰尼·安德森
约翰尼·安德森（英語：Johnny Anderson，1929年12月8日—2001年8月22日），苏格兰男子足球运动员，司职守门员。他曾代表苏格兰代表队参加1954年国际足联世界杯，结果队伍止步小组赛阶段。